# Кокино (Старо Нагоричане)
Кокино (мкд. Кокино) је насеље у Северној Македонији, у североисточном делу државе. Кокино припада општини Старо Нагоричане.
Поред села Кокино, на месту „Татићев камен“, пронађена 2001. године је праисторијска опсерваторија „Кокино“.

## Географија
Кокино је смештено у североисточном делу Северне Македоније. Од најближег града, Куманова, село је удаљено 25 km североисточно.
Село Кокино се налази у историјској области Средорек, на јужним висовима планине Козјак, на око 780 метара надморске висине.
Месна клима је оштра континентална због знатне надморске висине.

## Становништво
Кокино је према последњем попису из 2002. године имало 48 становника.
Огромна већина становништва у насељу су етнички Македонци (94%), а мањина су Срби (6%).
Претежна вероисповест месног становништва је православље.